# (11502) 1989 WU2
1989 دابليو يو 2 (ويعرف أيضًا باسم (11502) 1989 دابليو يو 2 وفق تسمية الكوكب الصغير) (بالإنجليزية: 1989 WU2)‏ هو كويكب ضمن حزام الكويكبات؛ وترتيبه 11502 من حيث الاكتشاف.
اكتُشف هذا الجُرم الفلكي بواسطة هيروشي كانيدا في 21 نوفمبر 1989.

## وصلات خارجية
- (11502) 1989 WU2 في قاعدة بيانات مختبر الدفع النفاث لأجرام النظام الشمسي الصغيرة

- الاكتشاف · مخطط المدار ·  العناصر المدارية · المعلمات المادية

- (11502) 1989 WU2 على موقع ويكي سكاي: DSS2, SDSS, GALEX, IRAS, Hydrogen α, X-Ray, Astrophoto, Sky Map, Articles and images